# Seznam kitajskih astronomov
Seznam kitajskih astronomov.

## C
- Džun Čen

## Č
- Čang Heng (78 – 139)
- Ču Čungdži (429 – 501)

## F
- Li Fan

## G
- Gan De
- Ge Jongljang
- Guo Šoudžing (1231 – 1316)

## I
- Ji Šing (683 – 727)

## J
- Džiao Bingdžen

## K
- William Kwong Yu Yeung (1960 –)

## L
- Tiphoon Lee
- Liu Hsin

## W
- Vang Či

## Z
- Džang Dačing
- Džang Džiašjang
- Džang Judže